# Атенго
Атенго (исп. Atengo) — посёлок в Мексике, в штате Халиско, входит в состав одноимённого муниципалитета и является его административным центром. Численность населения, по данным переписи 2020 года, составила 1639 человек.

## Общие сведения
Название Atengo с языка науатль можно перевести как: место у кромки воды.
Поселение было основано в доиспанский период. В нём проживали индейцы тольтеки.
В 1525 году регион был завоёван конкистадором Франсиско Кортесом, а Атенго стало энкомьендой под управлением Педро Гомеса и Мартина Монхе де Леона. Последний занялся разведением крупного рогатого скота, сделав поселение крупной фермой, но к 1785 году в Атенго осталось только 30 семей.
Атенго расположен в 140 км к западу от столицы штата, города Гвадалахара, в 20 км к северу от федеральной трассы 80.

## Население
| Год  | Численность | Численность |
| ---- | ----------- | ----------- |
| 2000 | 1531        | [ 7 ]       |
| 2005 | 1596        | [ 8 ]       |
| 2010 | 1616        | [ 9 ]       |
| 2020 | 1639        | [ 10 ]      |